# Schalk van der Merwe
Schalk van der Merwe (16 de abril de 1961 – 24 de janeiro de 2016) foi um ex-jogador profissional de tênis da África do Sul.
Van der Merwe foi quarto-finalista nos eventos juniores na 1978 US Open e Campeonato de Wimbledon de 1979.

## Carreira
Em 1982, van der Merwe teve sua melhor temporada em turnê. Ele alcançou as quartas-de-final em Metz e foi um dos duplos vice-campeões no Campeonato de Tênis Profissional dos Estados Unidos, em parceria do Freddie Sauer. O sul-africano tornou para a terceira rodada no US Open de 1982, com vitórias sobre Derek Tarr e Raúl Ramírez, antes de perder para Bob Lutz em quatro sets. No Wimbledon ele começou o torneio derrotando Terry Moor e, em seguida, perdeu partida da segunda jornada da maratona para Steve Denton. Sua partida contra Denton teve que ser interrompida devido à escuridão, com o nível dos placares em 10-10 no quinto set. Quando o jogo recomeçou no dia seguinte, Denton terminou no topo, 13-11. Ele fez no entanto fazer a terceira rodada de duplas mistas, com Yvonne Vermaak como seu parceiro.
Enquanto na Irlanda, onde ele estava trabalhando como médico, Van der Merwe foi encontrado morto em seu carro. A causa da morte ainda é desconhecida, embora ele tivesse aparentemente sofria de pressão alta na época anterior a sua morte.